# 御所巻
御所巻（ごしょまき）は、室町幕府において諸大名の軍勢が将軍の御所を取り囲み、幕政に対して要求や異議申し立てを行った行為。

## 概要
室町時代（南北朝時代・戦国時代を含む）には大名や国人領主の家において家臣団が一揆を結成して、家督問題や家政一般で異議を申し立てることがあったが、その幕府版といえるものである。室町幕府では将軍（室町殿）が諸大名に重大な事案について諮問したり協議を行ったりして方針を定めることがあったが、それ以外にも幕府の施策について大名側から異議を表すために意見を申し入れることがあった。
御所巻の際には事前に箇条書きにした訴状に諸大名が連署して将軍に提出するなどの「作法」が存在していたが、家臣である守護大名が主君である将軍の御所を包囲して異議を申し立てる行為は既存の主従関係を脅かす不穏な行為とみなされ、社会的には決して好意的にはみられなかった。
もっとも御所巻は、権力を持った要人を排除して共同の利益を得ようとするために行われても、同僚である大名が不当に処罰された際に主君（将軍）の専制を抑制するために行われることはなかった（当時の幕府政治では、ある大名が処罰を受けることによって、他の大名は没収された所領の給付など利益の配分を受ける可能性が期待できた）。これは、江戸時代に行われた主君押込と性格が異なる部分であった。

## 実例
記録によって「御所巻」とみなされる行為、あるいは記録がなくてもその前後のやり取りから「御所巻」とみなせる行為として以下のものが挙げられる。
- 貞和5年（1349年）に高師直らが足利直義一派の追放を求めて将軍・足利尊氏の邸宅を包囲する（観応の擾乱）。
- 康暦元年（1379年）に斯波義将らが細川頼之一派の追放を求めて将軍・足利義満の邸宅を包囲する（康暦の政変）。
- 文正元年（1466年）に細川勝元・山名宗全らが伊勢貞親一派の追放を求めて将軍・足利義政の邸宅を包囲する（文正の政変）。
- 応仁元年（1467年）に細川勝元・畠山政長らが畠山義就の追放を求めて将軍・足利義政の邸宅を包囲しようとしたところ、これを知った山名宗全・畠山義就らが畠山政長の追放を求めて足利義政の邸宅を包囲、更にそれを細川勝元・畠山政長・京極持清が包囲する。義政は原因である畠山政長・畠山義就のみで決着をつける（他の大名はこれ以上関与しない）条件で両陣営を取り成し、御霊合戦に発展する（応仁の乱）。
- 永禄8年（1566年）に三好三人衆らが側近集団（進士晴舎らか？）の処刑を求めて将軍・足利義輝の邸宅を包囲するが拒絶されて将軍殺害に至る（永禄の変）。
- 元亀4年（1573年）に織田信長が足利義昭の邸宅である二条御所を包囲したのも、信長打倒の兵を挙げた義昭の討伐が目的ではなく、挙兵を勧めたとされた反信長派の側近集団（上野秀政らか？）の処分を求めた御所巻とする説がある[6][7]。

また、これ以外にも応永22年（1415年）と永享5年（1433年）にも京都で御所巻が発生するとの噂が流れたという。
なお、永禄の政変について、清水克行は将軍殺害を狙った虚偽の御所巻ではないかとするが、柴裕之は御所巻自体は真実であるがその要求が過大で義輝には受け容れ難かったことが結果として双方の実力行使に至ったとみている。また、小池辰典は明応2年（1493年）に発生した明応の政変も一部の大名からは御所巻の一環として認識されていたとしている。